# Heliaeschna crassa
Heliaeschna crassa är en trollsländeart som beskrevs av Krüger 1899. Heliaeschna crassa ingår i släktet Heliaeschna och familjen mosaiktrollsländor. IUCN kategoriserar arten globalt som livskraftig. Inga underarter finns listade i Catalogue of Life.